# Методије Пешношски
Методије Пешношски (умро 1392.) - монах Руске православне цркве, оснивач Николо-Пешношког манастира. 
Православна црква га спомиње 4. (17.), 14. (27.) јун.
Ученик Сергија Радоњешког. Био је житељ Тројичког манастира оних година када је био мушки манастир. По благослову свог ментора повукао се у пустињу код реке Јахроме и окупио око себе ревнитеље спасења. Назив „Пешношки“ потиче од чињенице да је Методије подигао свој манастир тако што је „шетао“ тешка балвана преко реке. Основао је нови конак - Николо-Пешношки манастир - и 1391. постао његов игуман.
Упокојио се 1392. године, канонизован је на Московском сабору 1549. године.